# Partidul Socialiștilor din Republica Moldova
Partidul Socialiștilor din Republica Moldova (PSRM) este un partid politic de stânga din Republica Moldova, reprezentat în Parlamentul Republicii Moldova de un număr de 19 de deputați. 

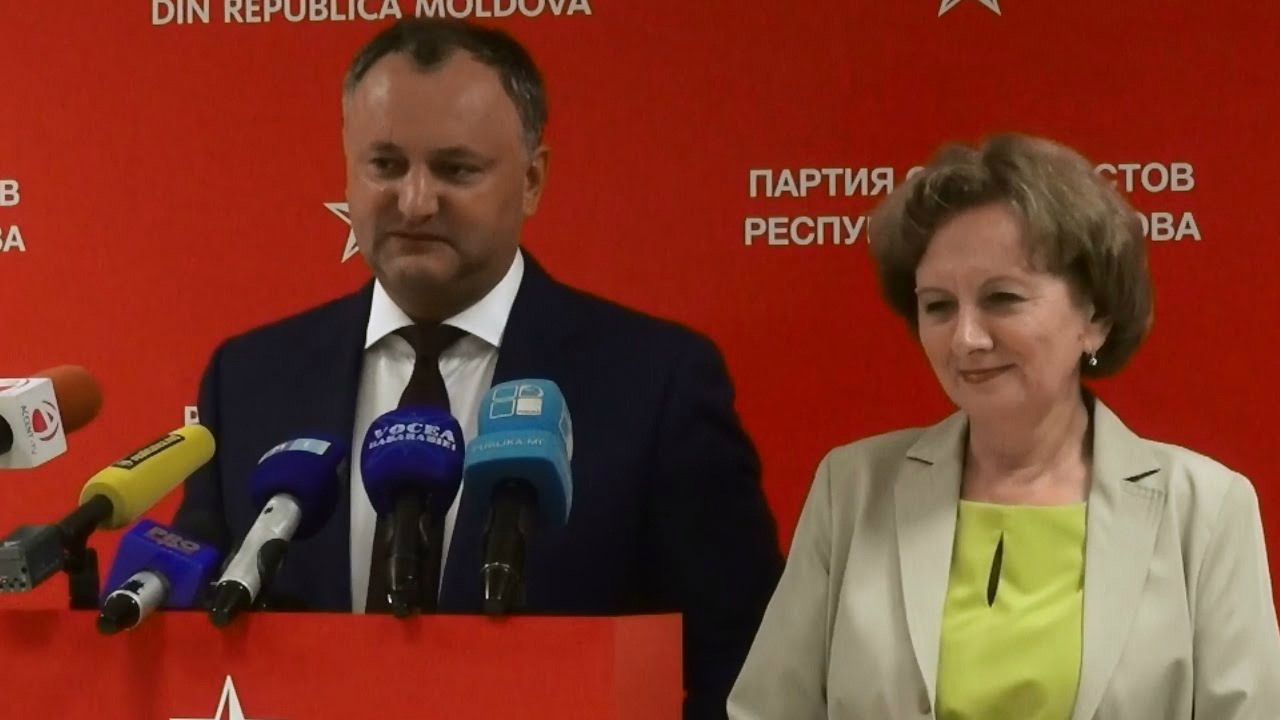
Liderii PSRM, Igor Dodon și Zinaida Greceanîi

## Istoric
PSRM a fost creat de foști membri ai Partidului Socialist din Moldova (PSM) si ai Partidului Comuniștilor din Republica Moldova (PCRM), de unde provine și fostul președinte al PSRM, Igor Dodon. Congresul de constituire al Partidului Socialiștilor din Republica Moldova  a avut loc la 29 iunie 1997, la Chișinău. Copreședinți ai partidului au fost aleși Veronica Abramciuc (în momentul alegerii deținea funcția de Director General al Departamentului Relațiilor Naționale de pe lîngă Guvernul Republicii Moldova) și Eduard Smirnov (în momentul alegerii era viceprimar al municipiului Chișinău). La scrutinul parlamentar din 2005 a constituit un bloc electoral împreună cu Partidul Socialist din Moldova, acumulând 4,97% din sufragii, iar la alegerile parlamentare din aprilie 2009, iulie 2009 și 2010 nu a luat parte.
La 18 noiembrie 2011 în Parlamentul Republicii Moldova a fost creat grupul parlamentar al socialiștilor, din care au facut parte ex-deputații-comuniști: Igor Dodon, Zinaida Greceanîi și Veronica Abramciuc. La sfârșitul lunii noiembrie 2011 deputatul neafiliat, fost membru al PCRM, Igor Dodon a devenit membru al Partidului Socialiștilor din Republica Moldova. 
La 18 decembrie 2011 s-a desfășurat Congresul al 10-lea al Partidului Socialiștilor, la care au participat circa 700 de delegați. Congresul a ales noua conducere a partidului și a aprobat programul de activitate al formațiunii pentru următorii ani. În funcția de președinte al PSRM a fost ales deputatul neafiliat Igor Dodon, în funcția de președinte de onoare al partidului — deputatul neafiliat Veronica Abramciuc.
La 12 octombrie 2012, Igor Dodon împreună cu deputații Zinaida Greceanîi și Vadim Mișin au anunțat că formează «Fracțiunea deputaților neafiliați», care urma să întrunească 7 deputați neafiliați: Igor Dodon, Vadim Mișin, Zinaida Greceanîi, Ion Ceban, Veronica Abramciuc, Tatiana Botnariuc și Oleg Babenco. Președintele fracțiunii urma să devină Zinaida Greceanîi. Totuși, pe 26 octombrie 2012, Parlamentul a adoptat un proiect de lege potrivit căruia fracțiunile parlamentare se constituie doar în termen de 10 zile după constituirea legală a Parlamentului ceea ce a suspendat intenția de crearea «Fracțiunii deputaților neafiliați».
Pe data de 4 iunie 2013 secretar executiv al PSRM Valentin Crîlov și secretar pe lucrul ideologic Veronica Abramciuc au fost excluși din organele de conducere ale partidului. Motivul de excludere a fost susținerea candidaturei a lui Iurie Leancă la funcția de prim-ministru de către Veronica Abramciuc. De aceea, pe 29 mai 2013, a fost creată Platforma socialistă «Patria-Rodina», în frunte cu Valentin Crîlov. Din platforma fac parte 13 membri ai Consiliului Republican al PSRM.
Pe 3 august 2013, la Chișinău, a avut loc Congresul XI Extraordinar al Partidului Socialiștilor din Republica Moldova. În cadrul Congresului a fost examinată situația social-politică din țară, a fost aprobată redacția nouă a statutului partidului și a fost aleasă noua componență a Consiliului Republican al PSRM. La lucrările Congresului au participat 250 de delegați din toată republica.
La alegerile locale din 2015, Partidul Socialiștilor a fost cel de-al treilea partid după numărul de mandate în consiliile raionale și municipale, fiind depășit de Partidul Liberal Democrat din Moldova, cât și de Partidul Democrat. În lupta pentru Primăria Chișinău a fost înaintată Zinaida Greceanîi. În primul tur a fost votată de 35,68% dintre votanți (peste 105.000 de voturi), clasându-se după candidatul liberal Dorin Chirtoacă. În turul al doilea, aceasta a pierdut în cele din urmă, fiind votată doar de aproximativ 142.000 de cetățeni ai Municipiului Chișinău (46,46%).
În alegerile prezidențiale din 2016, organizate prin vot popular, a fost înaintat în cursă Igor Dodon. A fost aproape să câștige din primul tur, fiind votat de peste 680.000 de cetățeni ai Republicii Moldova (47,98%). În turul al doilea, a învins-o pe candidata Partidului Acțiune și Solidaritate, Maia Sandu, cu 834.000 de voturi (52,11%). În timpul președinției lui Igor Dodon, acesta a promovat o politică externă intensă cu Federația Rusă, PSRM înregistrând în sondaje cele mai bune scoruri din istoria sa (peste 40% din opțiunile respondenților). 
Alegerile parlamentare din 2019 organizate pe baza sistemului electoral mixt a dus la victoria socialiștilor în alegeri, însă nu au obținut majoritatea parlamentară. PSRM a fost votat de cca. 441.000 de cetățeni (31,15%), obținând în lista națională 18 mandate, plus alte 17 în constituențe. Constituția Republicii Moldova impune formarea unui guvern în termen de trei luni de la proclamarea rezultatelor oficiale ale alegerilor parlamentare de către Curtea Constituțională. Rezultatele alegerilor din 24 februarie au fost confirmate pe 9 martie. La 8 iunie, un guvern de coaliție condus de Maia Sandu a fost format de Partidul Socialiștilor (PSRM) și blocul ACUM. Cu toate acestea, Partidul Democrat (PDM) a solicitat Curtea Supremă, susținând că guvernul nu a fost format la timp. Curtea a interpretat termenul limită de trei luni ca fiind de 90 de zile, ceea ce însemna că data limită a fost 7 iunie și a concluzionat că ar trebui organizate alegeri rapide. A doua zi, Curtea l-a suspendat pe președintele Igor Dodon (fost lider PSRM) de la exercitarea puterilor și atribuțiilor sale prezidențiale pentru că nu a dizolvat parlamentul și l-a numit pe fostul prim-ministru Pavel Filip al PDM ca președinte în exercițiu. Filip a emis ulterior un decret prin care se cerea alegeri anticipate pentru 6 septembrie.
Dodon și coaliția PSRM – ACUM au numit procesul ilegal. Guvernele Rusiei, Franței, Germaniei, Poloniei, Suediei și Regatului Unit au recunoscut toți noul cabinet Sandu drept guvern legitim. La 14 iunie Filip a demisionat și a permis guvernului PSRM – ACUM să preia funcția. Cu toate acestea, noul guvern a fost ulterior demis într-o moțiune de neîncredere în Parlament, la 12 noiembrie 2019, într-un litigiu privind un proiect de lege asumat de guvern pentru a delega o parte din puterile sale plenare primului ministru pentru a propune o listă scurtă cu candidații la funcția de procuror general.
Un alt nou guvern PSRM-PDM, condus de Ion Chicu, a fost format la 14 noiembrie 2019. Partidul Democrat a părăsit coaliția la 7 noiembrie 2020, în timpul alegerilor prezidențiale din Moldova din 2020, pentru a permite formarea unui nou guvern sub noul președinte. Cabinetul Chicu a rămas în funcție ca guvern minoritar, sprijinit de Partidul Șor, miniștrii PDM fiind înlocuiți de independenți. Fostul prim-ministru și liderul PAS (ACUM) Maia Sandu a fost ales președinte la 15 noiembrie 2020. Chicu a demisionat pe 23 decembrie, cu doar câteva ore înainte de moțiunea de cenzură înaintată de PAS. Alegerile parlamentare anticipate au fost promise atât de Maia Sandu, cât și de Igor Dodon, în campania electorală.
În noiembrie 2020 au fost organizate alegeri prezidențiale. Maia Sandu l-a învins pe Igor Dodon încă din primul tur, dar amândoi s-au confruntat mai departe pe 15 noiembrie 2020. În turul 2, Maia Sandu a câștigat detașat față de Igor Dodon (57,72% la 42,28%), ea fiind votată de peste 943.000 de cetățeni, devenind candidatul cu cel mai mare număr de vot din istoria Republicii Moldova. Igor Dodon a revenit în funcția de Președinte al PSRM în decembrie 2020. 
În urma alegerilor parlamentare anticipate din 11 iulie 2021, PSRM a mers în bloc comun cu PCRM, formând Blocul electoral al comuniștilor și socialiștilor. După scrutin, BECS a câștigat 32 de mandate (27,17% din voturi), din care doar 22 au mers la PSRM, iar restul 10 au mers către PCRM. În Parlament, blocul a format o fracțiune parlamentară comună și s-a poziționat în opoziție parlamentară.

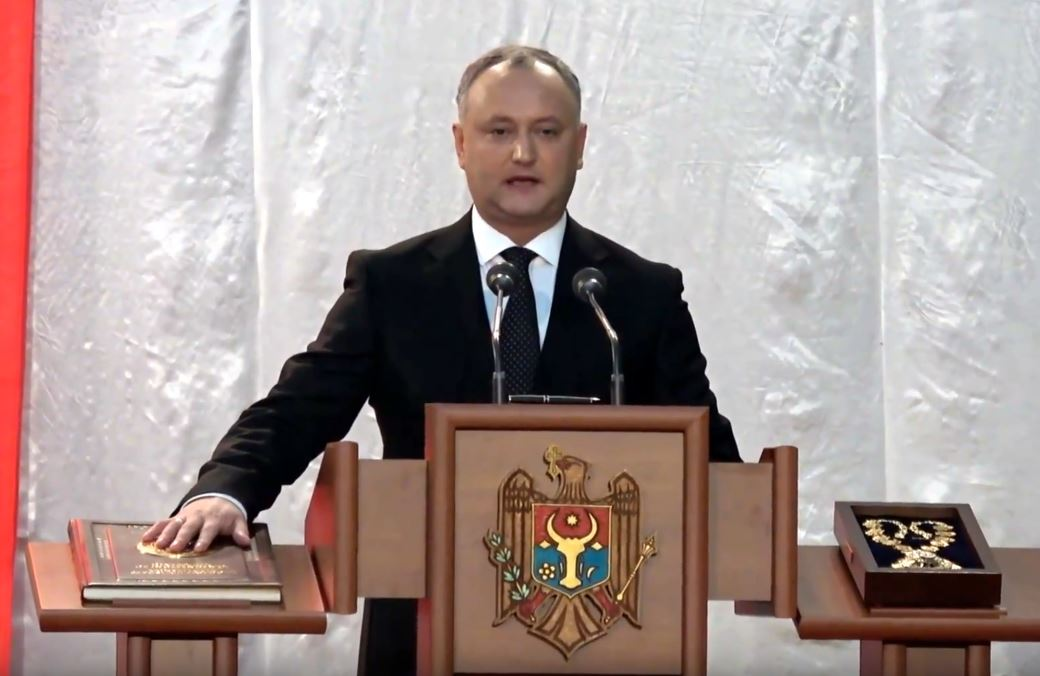
Igor Dodon la depunerea jurământului în funcția de Președinte al Republicii Moldova (2016)

Igor Dodon a demisionat din funcția de președinte al PSRM în 18 decembrie 2021, devenind președinte de onoare.
La data de 29 ianuarie 2022, PSRM și-a desemnat membri din Comitetul Executiv: Vlad Batrîncea, Olga Cebotari, Grigore Novac, Adela Răileanu, Maxim Lebedinschi. În funcția de secretar executiv al PSRM a fost ales pentru un mandat de 4 ani Vlad Batrîncea.

## Doctrina politică
Partidul Socialiștilor din Republica Moldova este o formațiune politică socialistă. Partidul apreciază socialismul nu ca o doctrină, ci ca o mișcare reală. Socialiștii mizează nu pe o concepție filozofică sau alta, ci pe întreaga evoluție a procesului istoric precedent, pe rezultatele lui practice actuale, pentru înțelegerea justă a cărora ei aplică întregul bagaj teoretic al mișcării socialiste, concepțiile naționale și programele respective. Partidul consideră că alternativa socialistă a dezvoltării societății este "socialismul democratic".
Cu viziuni de tip comunist, pro-ruse, pro-Uniunii Eurasiatice și împotriva Uniunii Europene, în practică partidul este un exponent al oligarhiei, asemenea majorității politice din Republica Moldova. Au o atitudine anti-românească, anti-limba română, susținând tezele „limbii și etniei moldovene”. Partidul Socialiștilor a emis o declarație, menționând că se opune categoric intenției de modificare a articolului 13 din Constituție, prin înlocuirea sintagmei „limba moldovenească” cu „limba română”, transmite IPN.
Potrivit PSRM, hotărârea Curții Constituționale din 31 octombrie privind modificarea articolului 13 din Constituția Republicii Moldova este un atentat la statalitate și la identitatea poporului. De-a lungul timpului, bunicii și străbunicii și-au numit limba maternă moldovenească, susțin socialiștii, iar astăzi limba moldovenească este nativă pentru majoritatea cetățenilor țării. PSRM face trimitere la sondajele de opinie publică și recensământul populației.
Parte a membrilor partidului au cetățenie română, spre exemplu deputații Adrian Lebedinschi, Alla Dolință, Anatolie Labuneț, Corneliu Furculiță, Ghenadi Mitriuc și Radu Mudreac. Cu toate acestea, președintele Igor Dodon a menționat în nenumărate rânduri că nu este de acord cu dubla cetățenie, criticând-o inclusiv pe Președinta Republicii Moldova, Maia Sandu, din această cauză.
În decembrie 2020, analistul politic Igor Boțan a declarat că "Igor Dodon și PSRM reprezintă bastionul a ceea ce se numește lumea rusă, aici, în Republica Moldova.

## Conducerea

### Comitetul executiv
- Igor Dodon – președinte
- Vlad Batrîncea – responsabil pentru activitatea parlamentară
- Olga Cebotari – responsabilă pentru domeniul relațiilor externe
- Grigore Novac – responsabil pentru zona Centru a RM
- Adela Răileanu – responsabilă pentru activitatea media a partidului
- Vladimir Odnostalco – responsabil pentru zona Sud a RM
- Alla Pilipețcaia – responsabilă pentru zona Nord a RM
- Grigori Uzun – reprezentant al Găgăuziei
- Ecaterina Medvedeva – lideră a organizației de tineret „Garda Tânără”

## Deputații PSRM în Parlamentul Republicii Moldova de legislatura a XI-a (18)
- Vlad Batrîncea – Președintele fracțiunii BCS; Vicepreședintele Parlamentului
- Grigore Novac – Vicepreședintele fracțiunii BCS; Președintele Comisiei drepturile omului și relații interetnice
- Vladimir Odnostalco – Secretarul fracțiunii BCS
- Zinaida Greceanîi
- Bogdan Țîrdea
- Alla Pilipețcaia
- Corneliu Furculiță
- Eduard Smirnov
- Tatiana Cunețchi – Președintele Comisiei de control al finanțelor publice
- Fiodor Gagauz
- Adela Răileanu
- Alla Dorovannaia
- Petru Burduja
- Radu Mudreac
- Chiril Tatarlî
- Elena Beleacova
- Ivanna Koksal
- Adrian Albu

## Istoric lideri
A ocupat și funcția de președinte.
     A ocupat și funcția de prim-ministru.
| Președinți          | Președinți                         | Președinți                        | Președinți           | Președinți           | Președinți                |
| #                   | Nume                               | Fotografie                        | Începutul mandatului | Sfârșitul mandatului | Timp                      |
| ------------------- | ---------------------------------- | --------------------------------- | -------------------- | -------------------- | ------------------------- |
| 1                   | Veronica Abramciuc (co-președinte) |                                   | 29 iunie 1997        | 18 decembrie 2011    | 14 ani, 5 luni și 12 zile |
| 1                   | Eduard Smirnov (co-președinte)     | Eduard Smirnov (2014-12-29)       | 29 iunie 1997        | 18 decembrie 2011    | 14 ani, 5 luni și 12 zile |
| 2                   | Igor Dodon                         | Игорь Додон (29-10-2019)          | 18 decembrie 2011    | 18 decembrie 2016    | 5 ani                     |
| 3                   | Zinaida Greceanîi                  | Zinaida Greceanîi, 2014 (cropped) | 18 decembrie 2016    | 30 decembrie 2020    | 4 ani și 12 zile          |
| (2)                 | Igor Dodon                         | Игорь Додон (29-10-2019)          | 30 decembrie 2020    | 18 decembrie 2021    | 11 luni și 18 zile        |
| Secretari executivi |                                    |                                   |                      |                      |                           |
| 4                   | Vlad Batrîncea                     |                                   | 29 ianuarie 2022     | 10 aprilie 2023      | 1 an, 2 luni și 12 zile   |
| (2)                 | Igor Dodon                         | Игорь Додон (29-10-2019)          | din 10 aprilie 2023  |                      |                           |

## Afiliere internațională
La 5 mai 2017, liderii partidului au semnat un acord de colaborare cu AKP, partidul de guvernământ din Turcia, cu o orientare politică de dreapta. Partidul mai colaborează cu Rusia Unită, cu Rusia Justă, și dorește să adere în viitor la Internaționala Socialistă.

## Rezultate electorale

### Alegeri prezidențiale
| Alegeri | Candidat                  | Primul tur | Primul tur | Al doilea tur       | Al doilea tur       | Rezultat   |
| Alegeri | Candidat                  | Voturi     | %          | Voturi              | %                   | Rezultat   |
| ------- | ------------------------- | ---------- | ---------- | ------------------- | ------------------- | ---------- |
| 2012    | susț. Nicolae Timofti     | 62         | 61,39%     | Ales din primul tur | Ales din primul tur | A câștigat |
| 2016    | Igor Dodon                | 680.550    | 47,98%     | 834.081             | 52,11%              | A câștigat |
| 2020    | Igor Dodon                | 439.866    | 32,61%     | 690.614             | 42,28%              | A pierdut  |
| 2024    | susț. Alexandr Stoianoglo | 401.726    | 25,98%     |                     | 0,00%               |            |

### Alegeri parlamentare
| Anul alegerilor | voturi  | % din voturile tot. | mandate obținute | +/-  |
| --------------- | ------- | ------------------- | ---------------- | ---- |
| 1998            | 9.514   | 0,59                | 0 / 101          |      |
| 2001            | 7.277   | 0,46                | 0 / 101          | ▬    |
| 2005            | 77.490  | 4,97                | 0 / 101          | ▬    |
| 2014            | 327.912 | 20,51               | 25 / 101         | ▲ 25 |
| 2019            | 441.236 | 31,15               | 35 / 101         | ▲ 10 |
| 2021            | 398.675 | 27,17 (BeCS)        | 22 / 101         | ▼13  |

### Alegeri locale

#### Consilii raionale și municipale
| Anul alegerilor | voturi  | % din voturile tot. | mandate obținute | +/-   |
| --------------- | ------- | ------------------- | ---------------- | ----- |
| 1999            | 405.063 | 33,26               | 118 / 312        |       |
| 2007            | 16.684  | 1,45                | 14 / 1103        |       |
| 2011            | 1.220   | 0,09                | 0 / 1120         |       |
| 2015            | 213.041 | 16,56               | 159 / 1116       | ▲ 159 |
| 2019            | 291.257 | 27,08               | 326 / 1108       | ▲ 167 |
| 2023            |         |                     | 256 / 1086       | ▼70   |

#### Consilii orășenești și sătești
| Anul alegerilor | voturi  | % din voturile tot. | mandate obținute | +/-    |
| --------------- | ------- | ------------------- | ---------------- | ------ |
| 1999            | 238,271 | 21,43               | 2335 / 6105      |        |
| 2003            | 1.814   | 0,17                | 22 / 10841       |        |
| 2007            | 18.124  | 1,79                | 163 / 10621      |        |
| 2011            | 1.847   | 0,17                | 11 / 10630       |        |
| 2015            | 130.908 | 12,33               | 1293 / 10570     | ▲ 1282 |
| 2019            | 227.875 | 28,51               | 2986 / 10472     | ▲ 1693 |
| 2023            |         |                     | 2282 / 9972      | ▼704   |

#### Primari
| Anul alegerilor | primari | % din tot. primar. | mandate obținute | +/-   |
| --------------- | ------- | ------------------ | ---------------- | ----- |
| 1999            | 124     | 22,8               | 124 / 628        |       |
| 2003            | 2       | 0,22               | 2 / 628          |       |
| 2007            | 10      | 1,11               | 10 / 895         |       |
| 2011            | 2       | 0,22               | 2 / 898          |       |
| 2015            | 52      | 5,80               | 52 / 898         | ▲ 50  |
| 2019            | 206     | 22,9               | 206 / 898        | ▲ 154 |
| 2023            | 144     | 16,09              | 144 / 898        | ▼62   |

Parlamentare 2014
Locale 2015
Prezidențiale 2016 (turul I)
Prezidențiale 2016 (turul II)
Parlamentare Proporționale 2019
Parlamentare Uninominale 2019
Locale 2019
Prezidențiale 2020 (turul I)
Prezidențiale 2020 (turul II)
Parlamentare 2021
Locale 2023
Prezidențiale 2024 (turul I)
Prezidențiale 2024 (turul II)